# Åseda kommunala realskola
Åseda kommunala realskola var en kommunal realskola i Åseda verksam från 1950 till 1961.

## Historia
Skolan inrättades 1945 som en högre folkskola som 1950 ombildades till en kommunal mellanskola vilken 1 juli 1952 ombildades till en kommunal realskola.
Realexamen gavs från 1950 till 1961.